# Hyperoglyphe pringlei
Hyperoglyphe pringlei is een straalvinnige vissensoort uit de familie van Centrolophidae. De wetenschappelijke naam van de soort is voor het eerst geldig gepubliceerd in 1949 door Smith.